# Characato (distrito)
O Distrito peruano de Characato é um dos vinte e nove distritos que formam a Província de Arequipa, situada no Departamento de Arequipa, pertencente a Região Arequipa, Peru.

## Transporte
O distrito de Characato é servido pela seguinte rodovia:
- AR-117, que liga o distrito de Polobaya à cidade de Paucarpata
- AR-118, que liga o distrito de Polobaya à cidade de Paucarpata[1][2][3]